# 多尔博托沃农村居民点
多尔博托沃农村居民点（俄语：Долботовское сельское поселение）是俄罗斯联邦布良斯克州波加尔区所属的一个农村居民点。其下辖有7个居民点，行政中心为多尔博托沃。据2015年统计，该农村居民点的人口为907人。